# Olimpiai Stadion (San Marino)
A serravallei Olimpiai Stadion San Marino legnagyobb futballstadionja, amely 7000 néző befogadására képes. A pálya 1969-ben nyílt meg, legutóbb 2009-ben modernizálták. Itt játssza hazai mérkőzéseit az ország válogatottja, és az olasz ligarendszerben vitézkedő San Marino Calcio csapata is, illetve itt rendezik a bajnoki döntőt, a kupadöntőt, valamint a klubcsapatok nemzetközi mérkőzéseit is.

## Története
A stadiont 1969-ben adták át, az Olimpiai Stadion nevet 1985-ben kapta. A stadion 7000 férőhelyes, villanyvilágítása van, és a pálya mellett futópálya található.

## Magyar vonatkozású mérkőzések
A magyar labdarúgó-válogatott ezidáig három mérkőzést játszott a stadionban. Magyar klubcsapat csupán egyszer szerepelt itt.
| Dátum             | Kiírás                      | Hazai csapat    | Vendégcsapat  | Eredmény |
| ----------------- | --------------------------- | --------------- | ------------- | -------- |
| 2003. június 11.  | Eb-selejtező                | San Marino      | Magyarország  | 0–5      |
| 2011. június 7.   | Eb-selejtező                | San Marino      | Magyarország  | 0–3      |
| 2016. június 30.  | Európa Liga 1. selejtezőkör | S.P. La Fiorita | Debreceni VSC | 0–5      |
| 2021. március 28. | vb-selejtező                | San Marino      | Magyarország  | 0–3      |

## Külső hivatkozások
- A stadion adatlapja a worldstadiums.com-on (angolul)
- Magyar vonatkozású mérkőzések a magyarfutball.hu-n (magyarul)